# Rhynchocyon udzungwensis
Rhynchocyon udzungwensis — африканський ссавець з родини стрибунцевих.

## Зовнішній вигляд
Вага близько 700 грам (658—750), довжина 21 см.

## Розповсюдження
Танзанія, Східна Африка. Виявлені в горах Убзунгви (округ Кіломберо, регіон Морогоро і округ Кілоло, регіон Іринга) на висотах близько 1 000 м, де мешкають в двох лісових масивах: в лісі Ндундулу-лугомеро (на північному заході Убзунгви) і в лісі Мванігана (на північному сході Убзунгви).

## Спосіб життя
Виявлена в різних типах лісів, але завжди в межах сирих і підгористих (з деревами заввишки 10 — 25 м) і гірських вічнозелених ділянок (25 — 50 м), включаючи бамбукову гущавину (Rovero et al. 2008).
Поведінка подібна до поведінки інших представників свого роду. Наприклад, досліджені першовідкривачами (Rovero et al. 2008) п'ять гнізд нового виду розташовувалися в ґрунті, були покриті листям і 4 з них знаходилися при основі стовбура дерева.

## Статус популяції
У 2008 р. цей вид занесено до бази даних МСОП зі статусом «уразливий вид» (Vulnerable). Автори (Rovero et al. 2008) оцінюють чисельність популяції виду на рівні 15 000 —24 000 особин зі щільністю в місцях виявлення близько 50 — 80 особина/км².